# 孫沔
孫沔（996年—1066年），字元規，越州會稽（今浙江紹興）人，北宋官員。
天禧三年（1019年）進士，補趙州司理參軍。歷仕外官，累遷監察御史，皇祐五年（1053年）與狄青平定廣源州蠻儂智高叛亂有功，官至陝西轉運使。吕夷简在病中看孙沔的奏章时曰：“孙元规药石之言，但恨迟闻十年尔。”又历知杭州、青州、并州。孙沔在并州为官时，“私役使吏卒，往来青州、麟州市卖纱、绢、绵、纸、药物”。
孫沔好女色，常與聲妓同行，日夜流連於西湖。杭州市民许明有大珍珠，孙沔强迫他卖给自己；孙沔还屡次夺人妻子，强迫她们与自己通奸。又奪莘旦之妻趙氏。孙沔任杭州知府，因善于断案而闻名，但手段残忍。嘉祐四年（1059年）七月，御史中丞韩绛、监察御史沈起以及谏官吴及等相继对他进行弹劾。朝廷下诏，孙沔改任寿州，并令朝廷有关官司审核此案，“逐路按得其实”。贬为宁国节度副使。英宗時，起知河中府，又知庆州。因熟悉边事，有治军才能。治平三年（1066年），改觀文殿學士、知延州，卒於赴任途中，年七十一。追贈兵部尚書，諡號威敏。